# Madison Bailey
Madison Lilly Bailey (Kernersville, 29 gennaio 1999) è un'attrice statunitense, nota principalmente per il ruolo di Kiara "Kie" Carrera nella serie televisiva Outer Banks.

## Carriera
Nel 2018, ha ottenuto un ruolo ricorrente in Black Lightning, interpretando il ruolo di Wendy Hernandez, una metaumana, nella seconda stagione.
Nel marzo 2019, Netflix annuncia che è stata selezionata per interpretare il ruolo di Kiara nella serie originale Outer Banks con Chase Stokes, Rudy Pankow, Jonathan Daviss e Madelyn Cline.

## Filmografia

### Cinema
- Nightclub Secrets, regia di Joe Menendez (2018)
- Impractical Jokers: The Movie, regia di Chris Henchy (2020)
- A Cinderella story: Starstruck, regia di Michelle Johnston (2021)
- The Painter, regia di Kimani Ray Smith (2024)
- Time Cut, regia di Hannah Macpherson (2024)

### Televisione
- Constantine – serie TV, episodio 1×13 (2015)
- Swamp Murders – serie TV, episodio 3×06 (2015)
- Murder Chose Me – serie TV, 2 episodi (2017)
- Mr. Mercedes – serie TV, episodio 1×04 (2017)
- Two Roads – serie TV, episodio 1×01 (2018)
- Black Lightning – serie TV, 6 episodi (2018-2019)
- Creepshow – serie TV, episodio 1×03 (2019)
- Outer Banks – serie TV (2020-in corso)
- Council of Dads – serie TV, 2 episodi (2020)
- American Horror Stories – serie TV, episodio 1x03 (2021)

## Doppiatrici italiane
Nelle versioni in italiano delle opere in cui ha recitato, Madison Bailey è stata doppiata da: 
- Sara Labidi in Outer Banks, Time Cut
- Vittoria Bartolomei in Council of Dads
- Serena Sigismondo in American Horror Stories
- Jessica Bologna in The Painter

## Altre doppiatrici
- Aurélie Konaté in Outer Banks (serie televisiva)[1]
- Deborah Krey in Black Lightning (serie televisiva)